# 1594 en musique classique
| \| • Retour à la chronologie générale de la musique classique • \| |
| Grèce • Rome • Haut Moyen Âge • VIIIe siècle • IXe siècle • Xe siècle • XIe siècle XIIe siècle • XIIIe siècle • XIVe siècle • XVe siècle • XVIe siècle • XVIIe siècle XVIIIe siècle • XIXe siècle • XXe siècle • XXIe siècle |
| • Retour à la chronologie générale de la musique classique • |

| Années en musique classique : 1591 - 1592 - 1593 - 1594 - 1595 - 1596 - 1597    |
| Décennies en musique classique : 1560 - 1570 - 1580 - 1590 - 1600 - 1610 - 1620 |

## Œuvres

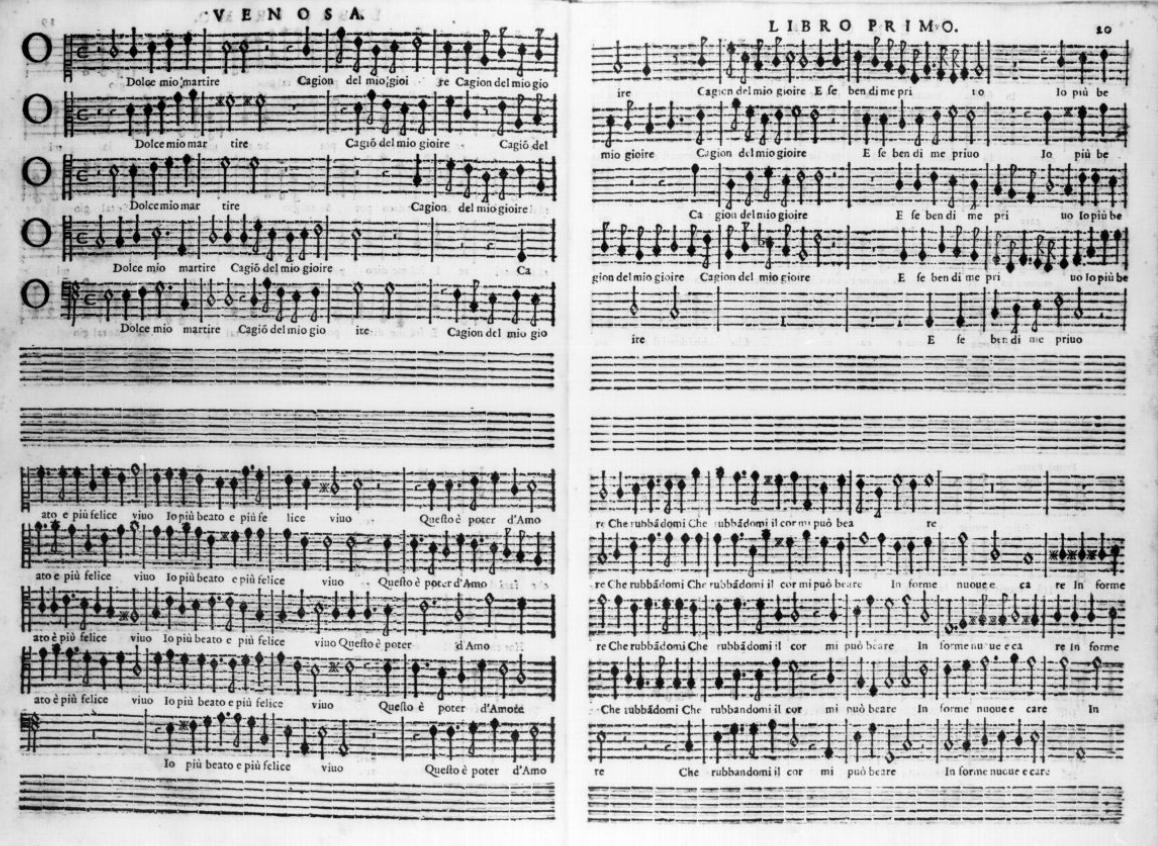
Début du madrigal O dolce mio martire de Carlo Gesualdo.

- Canzonette a 3 voci: libro II (Canzonettes à trois voix) d'Alessandro Orologio, publié à Venise.
- Lagrime di San Pietro (Les Larmes de Saint Pierre), recueil de madrigaux composés sur des textes sacrés de Roland de Lassus.
- Sacrarum cantionum: liber primus (Chants sacrés) de Jan-Jacob van Turnhout, publié par Bogard à Douai.
- Publication des premier et deuxième livres de madrigaux de Carlo Gesualdo par Baldini, éditeur de la cour de Ferrare.

## Naissances
- Richard Farnaby, compositeur anglais († vers 1623).

## Décès
- 2 février : Giovanni Pierluigi da Palestrina, compositeur italien (° 1525).
- avril : Valentin Otto, musicien allemand et Thomaskantor (° 1529}).
- 14 juin : Roland de Lassus, compositeur franco-flamand (° 1532).
- 26 novembre : Balduin Hoyoul, musicien et compositeur franco-flamand (° vers 1547-1548).